# Маратонски фестивал у Мелбурну
Мелбурнски маратонски фестивал одржава се сваке године од 1978. године, осим 2020. године. Фестивал се састоји од маратона, полумаратона, трка на 10 и 5,7 км, трке ходања на 4 км, и трке на 2,5 км за децу. Мелбурнски маратон се одржава сваке године од 1978. Трка од 42,195 км је главна трка у оквиру годишњег Мелбурнског маратонског фестивала.
Због ограничења везаних за Ковид-19, у септембру је одлучено да се догађај за 2021. годину одложи за децембар и подели на два дана. 
30. рођендан фестивал је прославио 2007. године са новом стазом која је користила Мелбурнски крикет граунд као почетну и циљну тачку. Преко 20.000 такмичара учествовало је на фестивалу 2008. године. Маратон 2010. године забележио је рекордан број од 5.026 тркача, а постављени су и рекорди трке за мушкарце и за жене.

## Контроверза око дистанце трчања на 5 км и 10 км 2009. године
Углед фестивала је био знатно нарушен 2009. године, јер су трке на 5 и 10 километара биле знатно краће. 14. октобра 2009. године, организатори су послали имејл учесницима, потврђујући грешку и наводећи да су удаљености биле приближно 4,5 односно 9,25 км.

## Стазе
За Мелбурнски маратонски фестивал коришћене су различите стазе, мада је најчешћа стаза почињала у Франкстону, а завршавала се или у Алберт парку или у Уметничком центру на путу Сент Килда. Обично се трчи друге недеље у октобру.
Од 2007. године догађај почиње у близини Крикет граунда у Мелбурну и завршава се кругом на терену. Претежно равна стаза пролази кроз неке од најживописнијих делова Мелбурна. Маратонска стаза окружује Ботаничку башту и језеро Алберт парк, са неколико километара пута паралелног са плажама залива Порт Филип.

## Спартанци и спартанске легенде
Спартанци су тркачи који су завршили 10 или више Мелбурнских маратона. Спартанци се данас препознају по својим препознатљивим зеленим, златним, црвеним, црним, бордо или тегет мајицама за трчање. Сваки Спартанац има свој персонализовани тркачки број. Клупски записи указују на више од 1100 квалификованих Спартанаца. Већина долази из Викторије, али има их много из других држава и један из Јапана. 
Спартанске легенде су одабрана група тркача који су завршили сваки Мелбурнски маратон од почетка. Након 42 трке, преостало је само пет Спартанских легенди.
Мелбурнски маратон је увек укључивао учеснике у инвалидским колицима. Двојица су стекла статус спартанца: Ијан Гејни који је завршио 29 трка и Дин Калоу који је завршио 11.